# Mis 500 Locos
Mis 500 Locos es una película dramática dominicana de 2020 dirigida por Leticia Tonos. Fue seleccionada para representar a la República Dominicana en el apartado de Mejor Largometraje Internacional en la 93.ª edición de los Premios Óscar, aunque no fue nominada por la Academia.

## Sinopsis
Un médico trabaja en una institución mental durante la dictadura de Rafael Trujillo, donde se produce  la fuga de un grupo de enfermos.

## Reparto
- Luis José Germán como Dr. Antonio Zaglul
- Jane Santos como Aurora
- Pavel Marcano como Gonzales
- Ico Abreu como El Tuerto
- Rick Montero como El Venezolano
- Lia Chapman como Pichirilli